# 志賀理和氣神社

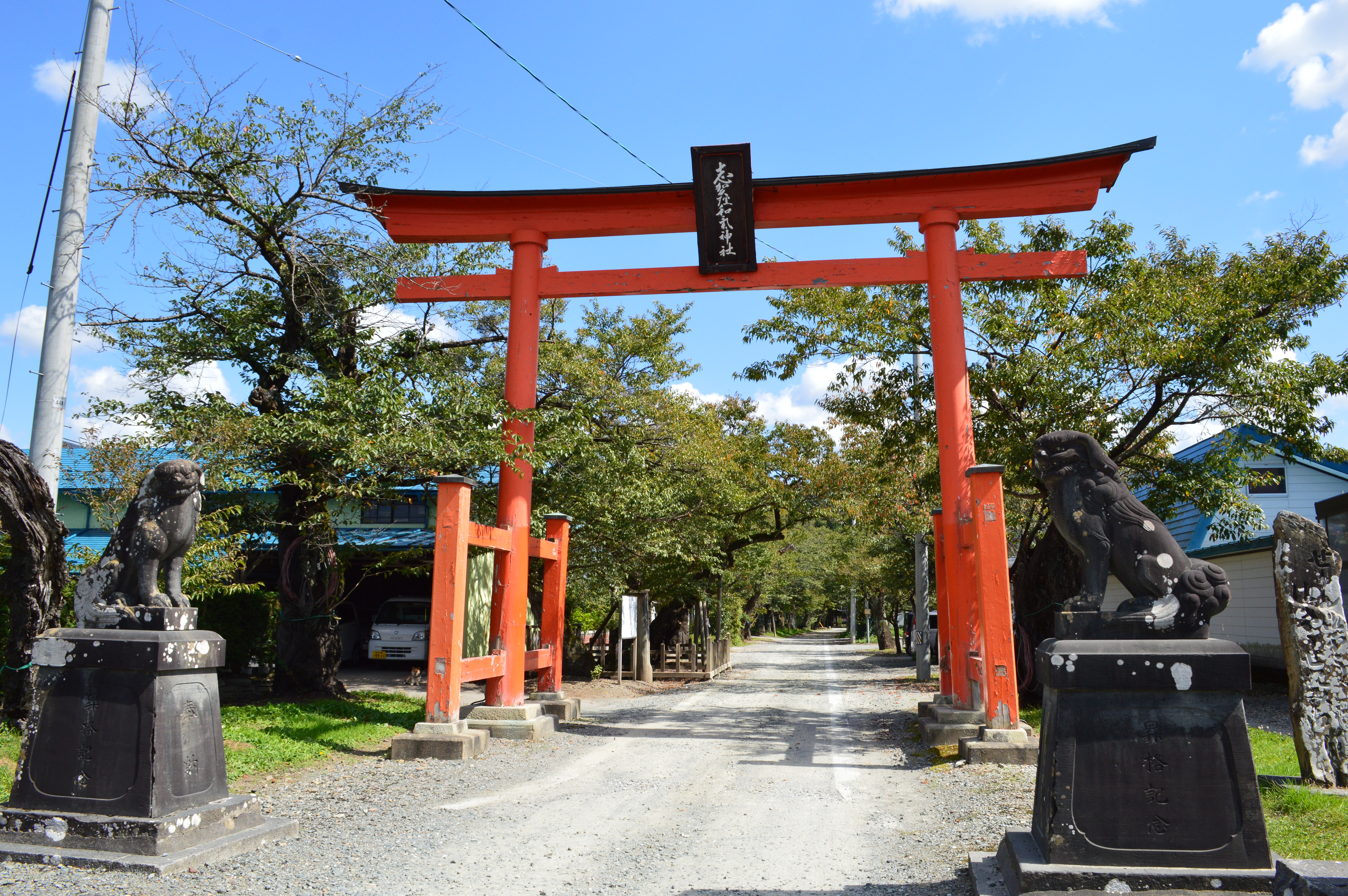
鳥居

志賀理和氣神社（しがりわけじんじゃ/しかりわけじんじゃ、志賀理和気神社）は、岩手県紫波郡紫波町桜町にある神社。式内社で、旧社格は県社。
別称として「赤石神社」「浮島明神」とも。式内社としては最も北に位置することで知られる。

## 祭神
祭神は次の7柱。
- 経津主神 （ふつぬしのかみ）
- 武甕槌神 （たけみかづちのかみ）
- 大己貴神 （おおなむじのかみ）
- 少彦名神 （すくなひこなのかみ）
- 保食神 （うけもちのかみ）
- 猿田彦神 （さるたひこのかみ）
- 船霊神 （ふなだまのかみ）

祭神のうち、大己貴神以下の5柱は後世の合祀ともいわれる。

## 歴史

### 創建
社伝では、延暦23年（804年）に坂上田村麻呂が、東北開拓守護神として経津主命（香取神）・武甕槌命（鹿島神）を勧請したことに始まるという。
9世紀初頭において、一帯では志波城造営（803年）・斯波郡（紫波郡）建置・徳丹城造営（811年）などの開拓が進んでおり、当社も蝦夷平定の報謝と一帯の鎮護のため、その時期に創建されたと見られている。奥羽の式内社では地主神を包摂しつつ中央神を勧請して創建される例が多いが、当社がその場合にあたるかは明らかでなく、神名「志賀理和気」の由来も定かではない。

### 概史
国史での初見は、仁寿2年（852年）に「志賀理和気神」の神階が正五位下に昇叙された旨の記事であるが、内容からして仁寿以前から神階を有する官社であったと見られている。
延長5年（927年）成立の『延喜式』神名帳では陸奥国斯波郡に「志賀理和気神社」と記載され、式内社に列している。斯波郡では唯一の式内社で、全国の式内社では日本最北端に位置する。
律令制の崩壊ののち中世の史料はなく、その頃の様子は詳らかでないが、式内社であることも忘れられるほど荒廃していたと見られ、近世初頭には赤石を神体としたことに由来して「赤石大明神」と称されていた。この赤石に関する伝承として、高水寺城主の斯波詮直が当地を通った際、北上川の川底に赤石があって水波が紫色に漂うので「けふよりは　紫波と名づけん　この川の　石にうつ波　紫に似て」という歌を詠んだという。これに因んで郡名は「紫波郡」、社名は「赤石大明神」と称されたといい、引き揚げられた赤石は現在も境内に祀られるものだとしている。
18世紀中頃には式内社の由緒を復活し、社殿も再建されたという。天明5年（1785年）に当地を旅した菅江真澄の紀行文にも、当社を式内社の志賀理和気神社とする記載が見える。また、当社は盛岡藩主の南部氏から崇敬され、「南部一の宮」の号が献じられたという。近世の祭祀はかつては赤石山遍照寺が別当寺として担っており、この遍照寺には寺領として慶長7年（1602年）に30石が与えられた。しかし元和年間（1615年-1624年）に廃寺となったため、一時期を百姓の田村家が継承、その後は光林寺が別当となった。
明治維新後、明治4年（1871年）10月に近代社格制度において郷社に列し、大正13年（1924年）3月26日に県社に昇格した。なお、この間の明治41年（1908年）・大正2年（1913年）の2度、国幣社昇格の請願を行なっている。

### 神階
- 仁寿2年（852年）8月7日、正五位下 （『日本文徳天皇実録』） - 表記は「志賀理和気神」。

## 境内
参道には約30本からなるサクラの高木が立ち並んでいる。品種はアズマヒガンになる。これらのうち、最大木は根元周り6メートル80センチ、樹高11メートル5センチで、樹齢約500年と推定される。県下のヒガンザクラ系の集団としては最古と見られ、「南面のサクラ」として紫波町指定天然記念物に指定されている。

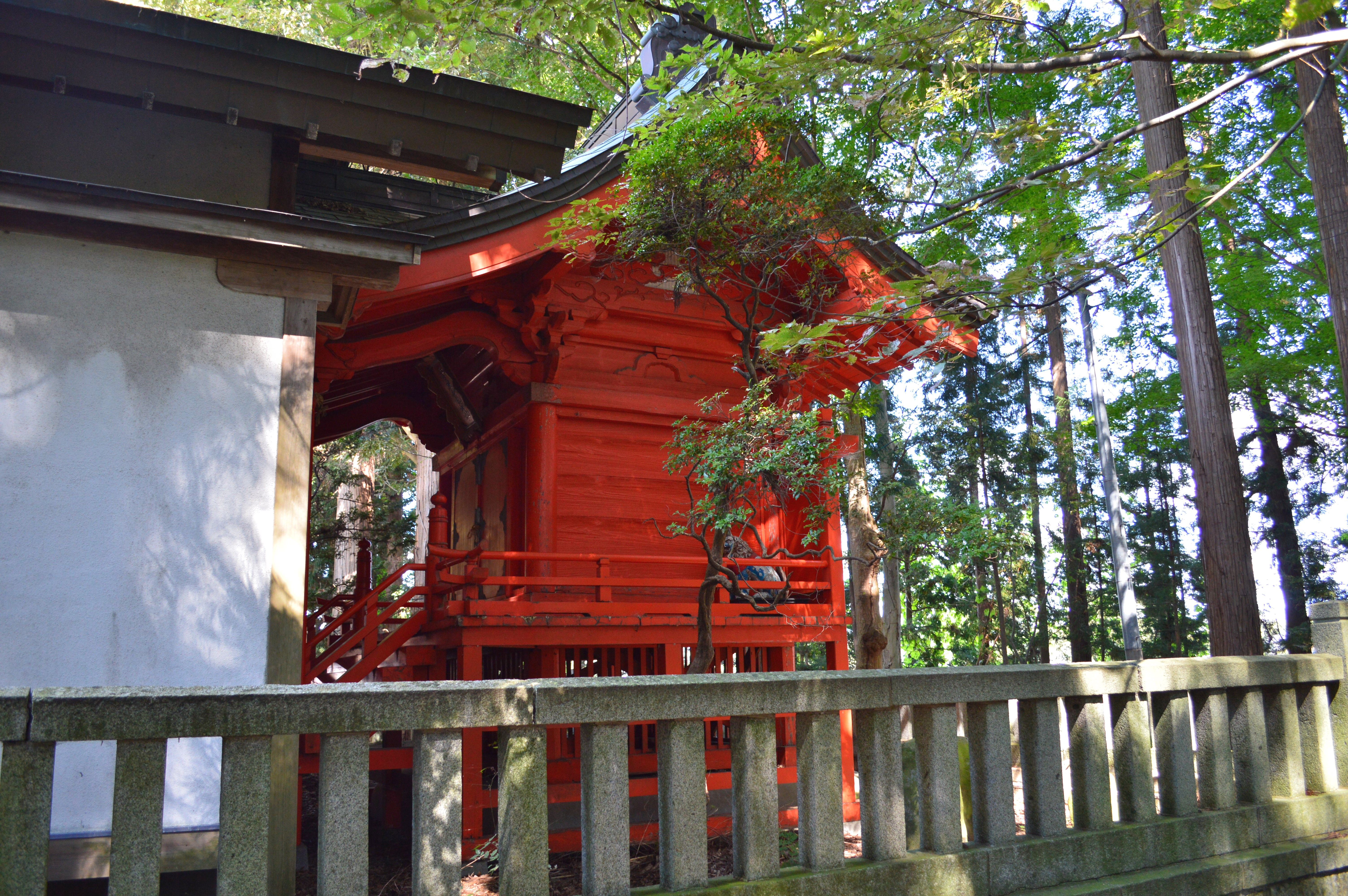
本殿
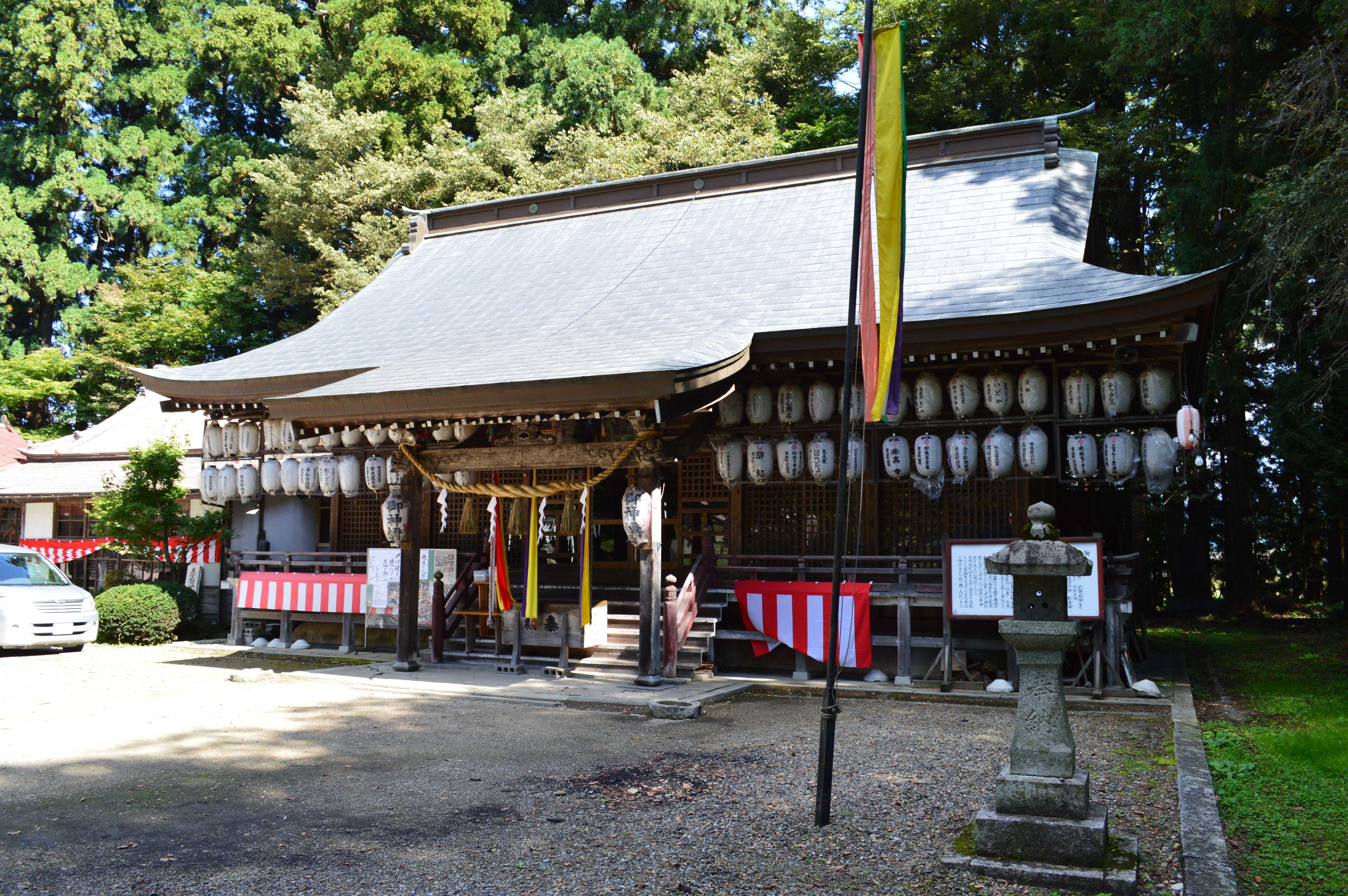
拝殿
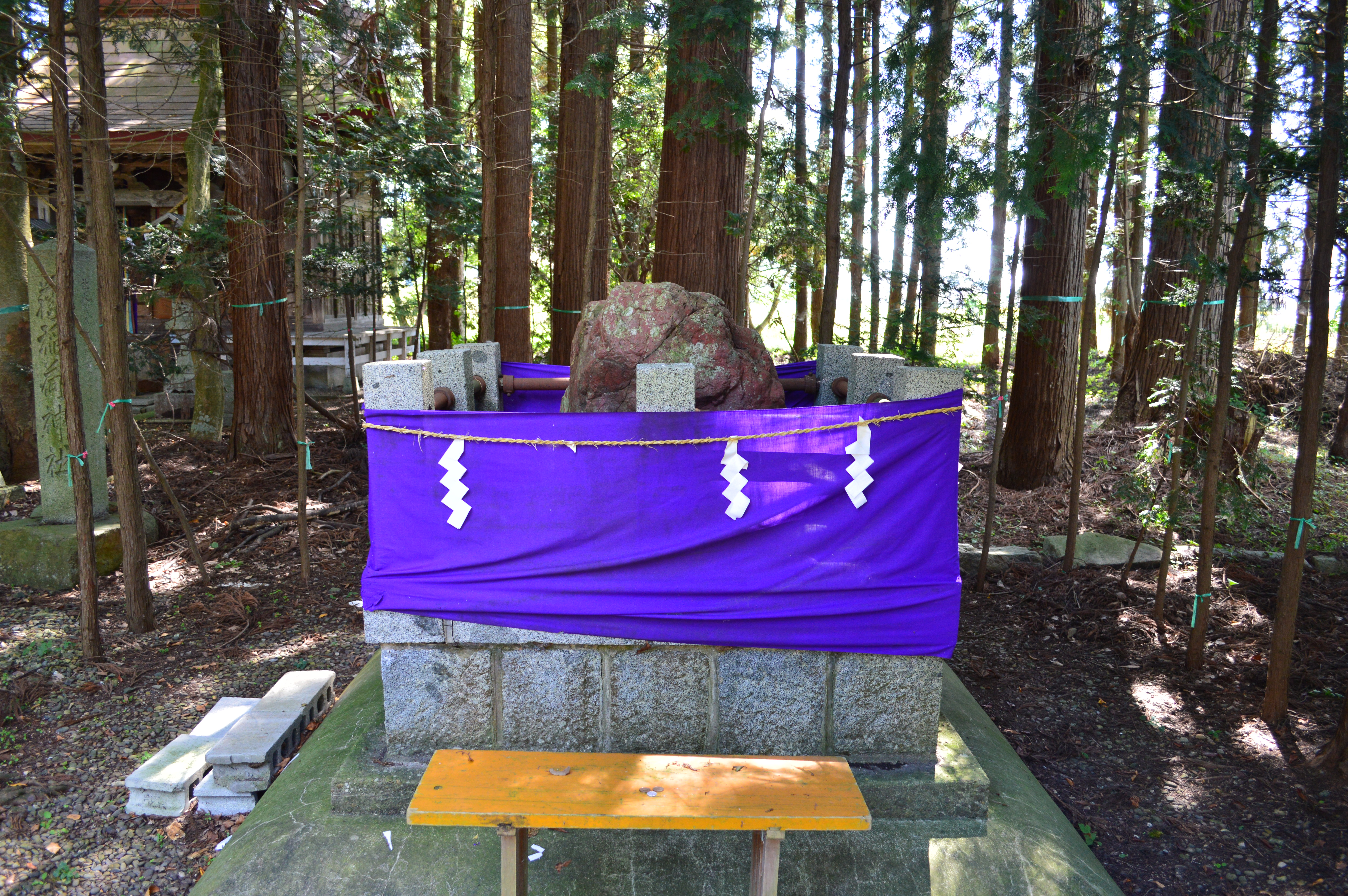
赤石
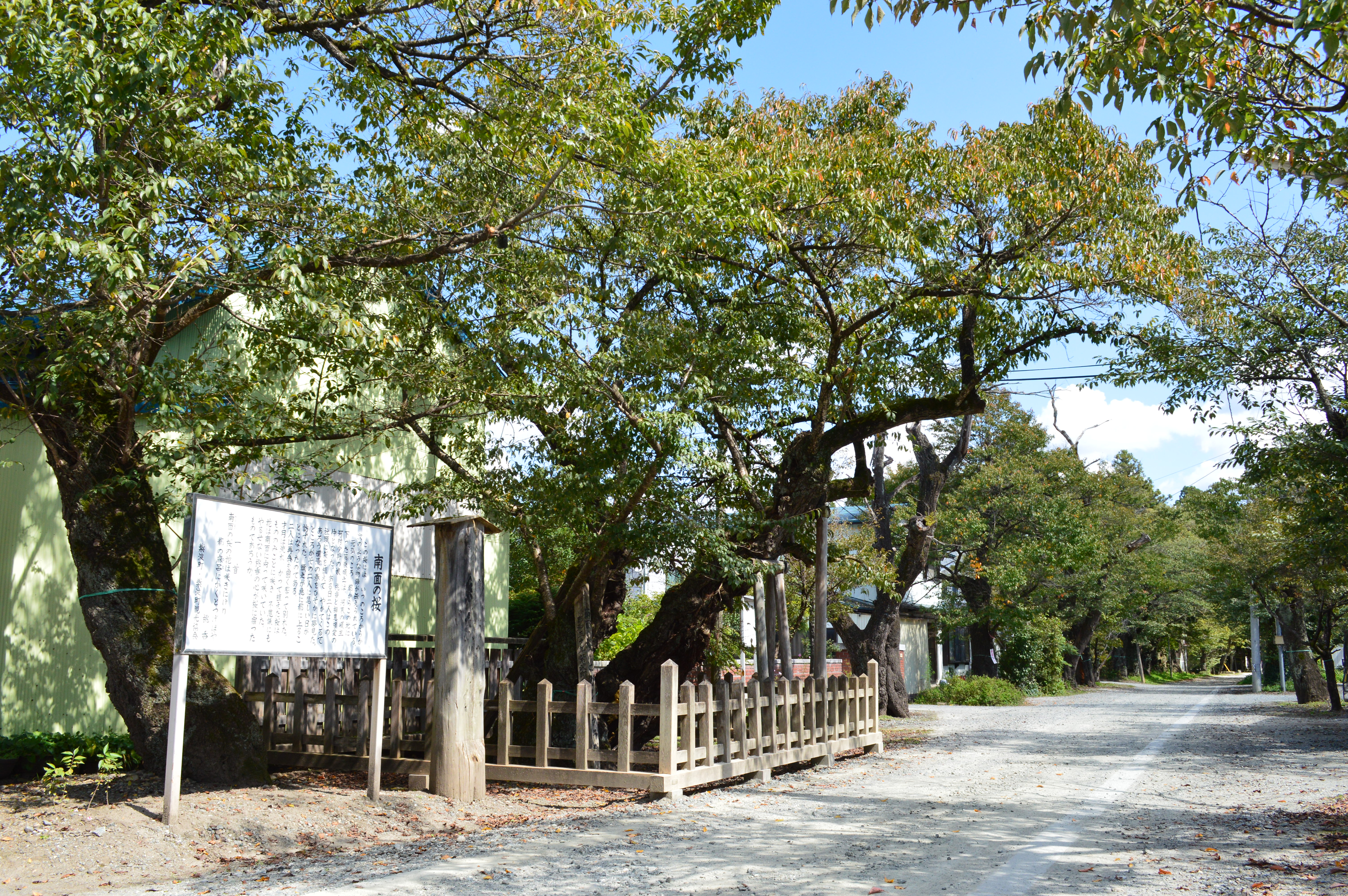
参道のサクラ （紫波町指定天然記念物）

## 摂末社
境内社として次の3社がある。

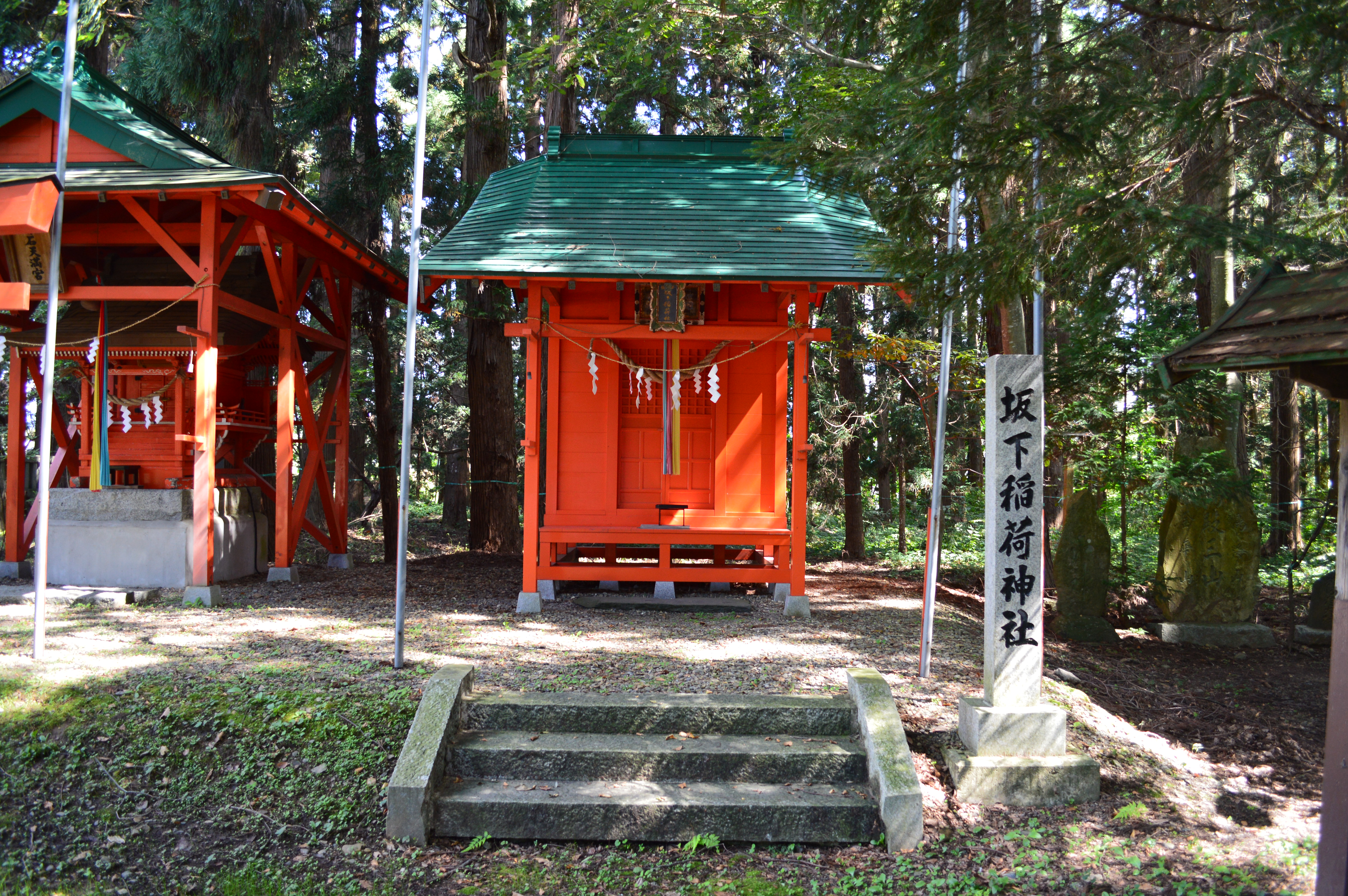
坂下稲荷神社
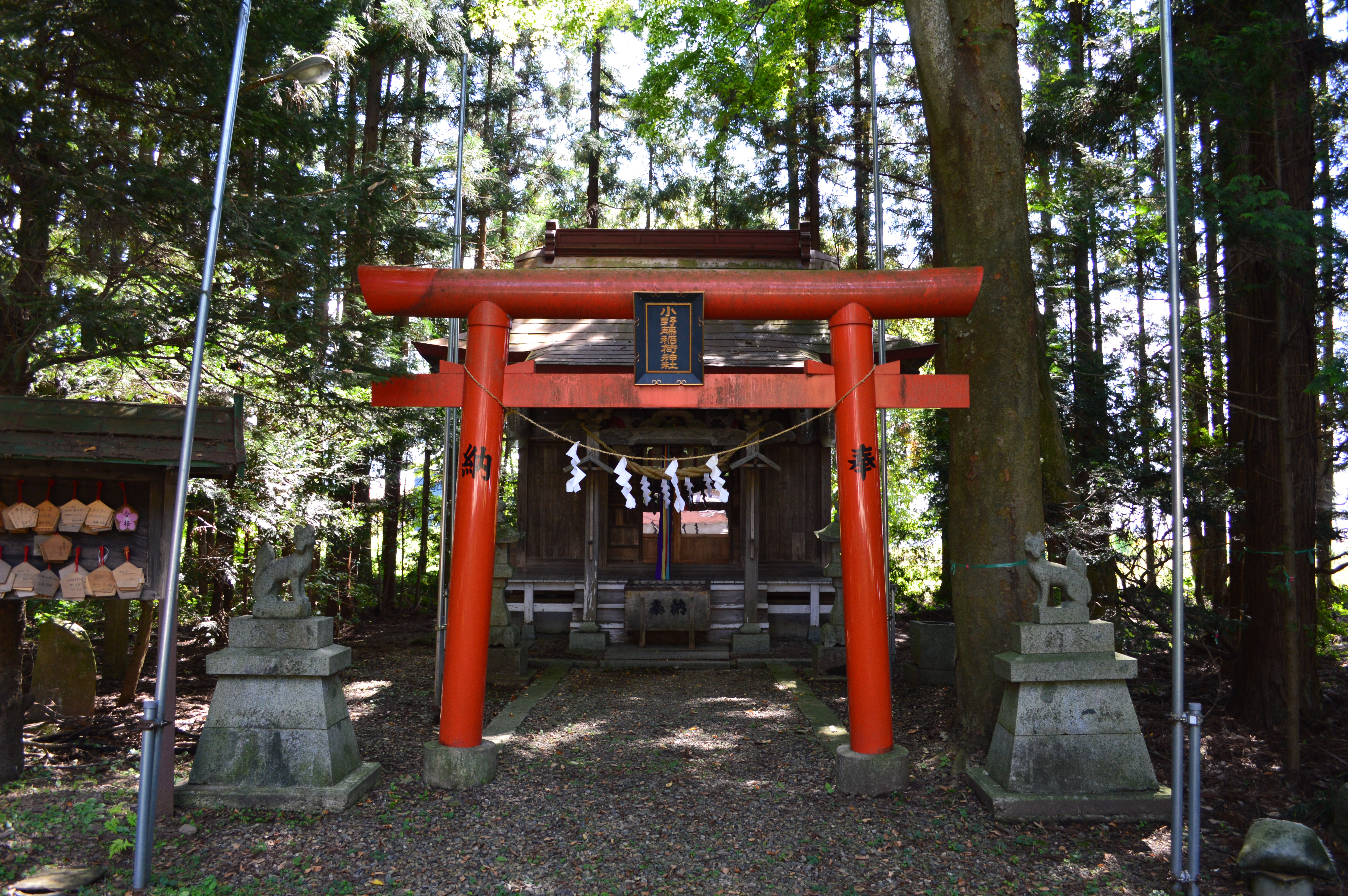
小野藤稲荷神社
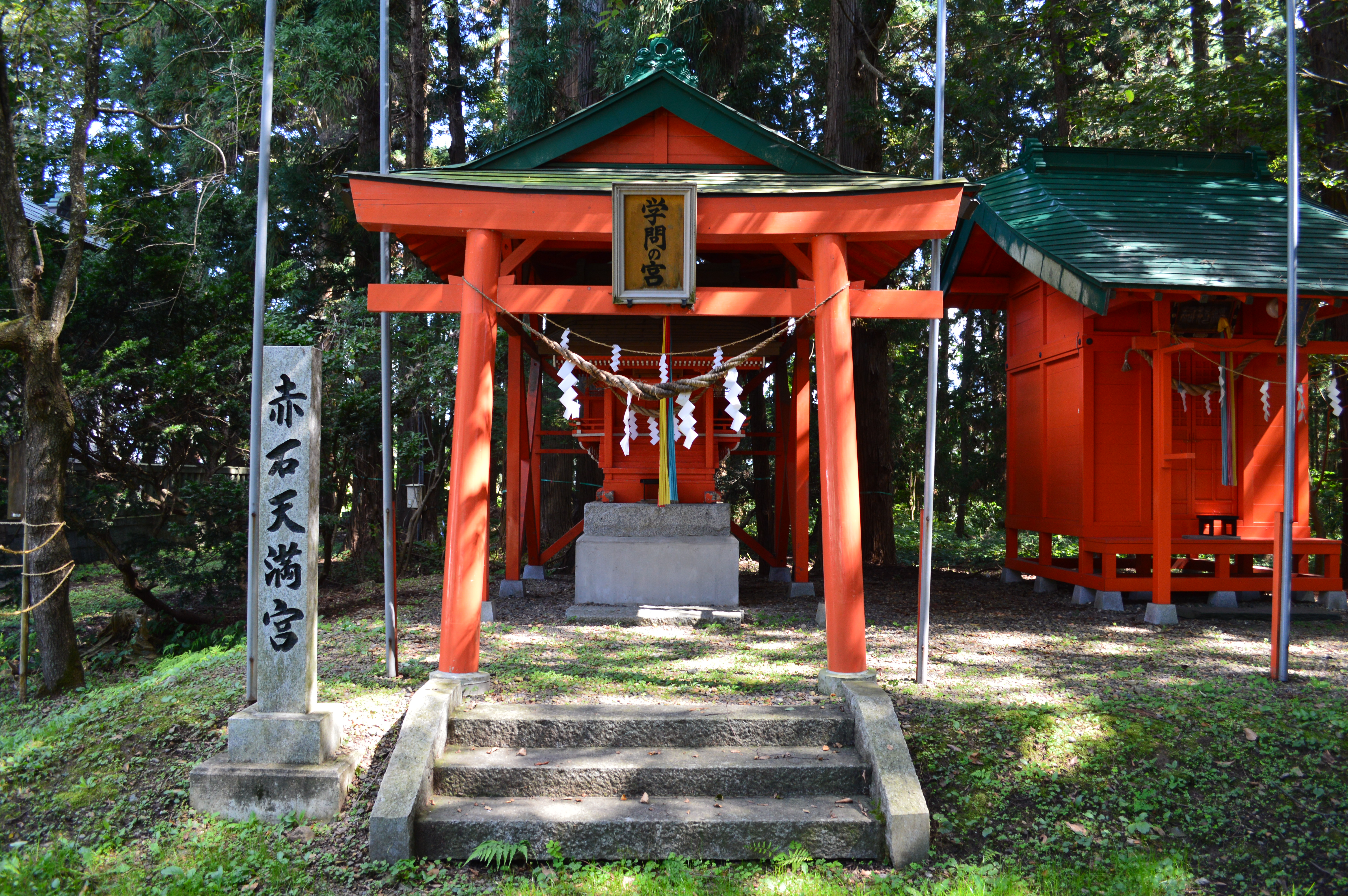
赤石天満宮

- 坂下稲荷神社
- 小野藤稲荷神社
- 赤石天満宮

## 祭事
- どんと祭 （1月15日）[6]
- 節分祭 （2月3日）
- 祈年祭並火防祭（春祭） （4月29日）
- 夏越大祓式 （6月30日）
- 人形納謝祭 （6月30日）
- 例大祭（秋祭） （9月第1金土日）

## 文化財

### 紫波町指定天然記念物
- 南面のサクラ・ヒガンザクラ群 - 昭和50年3月25日指定。

## 現地情報
所在地
- 岩手県紫波郡紫波町桜町字本町川原1

交通アクセス
- 鉄道
  - 東日本旅客鉄道（JR東日本）東北本線 紫波中央駅 （徒歩約25分）
  - 東日本旅客鉄道（JR東日本）東北本線 日詰駅 （徒歩約25分）